# Tres hermanos
Pour plus de détails, voir Fiche technique et Distribution.
Tres hermanos est un film dramatique argento-chilien réalisé par Francisco Joaquín Paparella et sorti en 2022.
Le film est présenté en avant-première mondiale dans la section officielle (compétition internationale) de la 37e édition du Festival international du film de Mar del Plata et y reçoit le prix spécial du jury. Il est également primé du St-Georges d'or au Festival international du film de Moscou 2023.

## Synopsis
Trois frères, chasseurs et aficionados de musique metal, luttent contre leurs problèmes personnels dans la dense Patagonie argentine. Pendant ce temps, les pluies menacent d'entraîner une avalanche dans la forêt brûlée qui entoure leur scierie.

## Fiche technique
- Titre original espagnol : Tres hermanos[3]
- Réalisation : Francisco Joaquín Paparella
- Scénario : Lautaro Gimenez Lini, Francisco Joaquín Paparella
- Photographie : Roman Kasseroller
- Montage : Valeria Racioppi
- Production : Paula Orlando, Esteban Lucangioli, Francisco Joaquín Paparella, Marcelo Scoccia, Araquen Rodriguez
- Sociétés de production : Ecstasy Cine, Pelicano Cine, Río Azul Films
- Pays de production :  Argentine -  Chili
- Langues originales : espagnol
- Format : Couleurs
- Genre : Drame
- Durée : 86 minutes
- Dates de sortie :
  - Argentine : 4 novembre 2022 (Festival du film de Mar del Plata)

## Distribution
- Andy Gorostiaga (es) : le deuxième frère
- Emanu Elish : le frère aîné
- Ulices Yanzón : le frère cadet